# Lewisetta, Virginia
Lewisetta là một ngôi làng chưa hợp nhất tại Travis Point thuộc hạt Northumberland, Virginia.

## Địa điểm lịch sử
- Nhà Claughton-Wright, được liệt kê trên Sổ đăng ký quốc gia về địa danh lịch sử